# Чемпіонат Північної і Центральної Америки та країн Карибського басейну з легкої атлетики 2025
Чемпіонат Північної і Центральної Америки та країн Карибського басейну з легкої атлетики 2025 проводиться 15-17 серпня в багамському Фріпорті на стадіоні спортивного комплексу «Великий Багама».

## Призери

### Чоловіки
| Дисципліни                | Золото                                                                 | Золото        | Срібло                                                         | Срібло     | Бронза                                                                  | Бронза     |
| ------------------------- | ---------------------------------------------------------------------- | ------------- | -------------------------------------------------------------- | ---------- | ----------------------------------------------------------------------- | ---------- |
| 100 метрів                | Джером Блейк Канада                                                    | 9,95 CR PB    | Раєм Форд Ямайка                                               | 10,01      | Ріккой Бретвейт Британські Віргінські Острови                           | 10,15      |
| 200 метрів                | Аарон Браун Канада                                                     | 20,27         | Крістофер Тейлор Ямайка                                        | 20,32      | Хосе Фігероа Пуерто-Рико                                                | 20,52      |
| 400 метрів                | Кірані Джеймс Гренада                                                  | 44,48 CR      | Рушин Мак-Дональд Ямайка                                       | 45,04      | Венделл Міллер Багамські Острови                                        | 45,12 PB   |
| 800 метрів                | Гендел Робен Сент-Вінсент і Гренадини                                  | 1.42,87 CR NR | Брендон Міллер США                                             | 1.43,15 PB | Тайріс Тейлор Ямайка                                                    | 1.43,74 NR |
| 1500 метрів               | Фостер Моллек Канада                                                   | 3.37,54 CR    | Шарль Філібер-Тібуто Канада                                    | 3.40,57    | Карлос Вільхес Пуерто-Рико                                              | 3.41,34    |
| 5000 метрів               | Дрю Гантер США                                                         | 14.38,85      | Купер Тір США                                                  | 14.38,89   | Ектор Паган Пуерто-Рико                                                 | 14.40,60   |
| 10000 метрів              | чемпіон не визначався                                                  |               |                                                                |            |                                                                         |            |
| 110 метрів з бар'єрами    | Демаріо Прінс Ямайка                                                   | 13,35         | Ділан Берд США                                                 | 13,39      | Джахім Стерн Ямайка                                                     | 13,63      |
| 400 метрів з бар'єрами    | Сіджей Аллен США                                                       | 48,22         | Малік Джеймс-Кінг Ямайка                                       | 48,28      | Ассіні Вілсон Ямайка                                                    | 48,75      |
| 3000 метрів з перешкодами | Денієл Міхальські США                                                  | 8.14,07 CR PB | Аарон Ал Канада                                                | 8.17,17    | Кеннет Рукс США                                                         | 8.26,52    |
| 4×100 метрів              | КанадаАарон Браун Джером Блейк Брендон Родні Елізер Аджибі             | 38,05 CR      | ЯмайкаАшані Сміт Кадріан Голдсон Раєм Форд Крістофер Тейлор    | 38,53      | Багамські ОстровиАдам Масгроув Терренс Джонс Ієн Керр Ваня Маккой       | 38,57      |
| 4×400 метрів              | ЯмайкаБовел Мак-Ферсон Зандріан Барнс Делано Кеннеді Рушин Мак-Дональд | 3.02,86       | МексикаЕдгар Рамірес Гієрмо Кампос Валенте Мендоса Луїс Авілес | 3.05,40    | ГренадаШаквейн Туссейнт Джейден Філліп Джошем Сільвестер Майкл Франкойс | 3.07,94    |
| Ходьба 20000 метрів       | Ерік Баррондо Гватемала                                                | 1:28.54,12    | Хосе Ортіс Гватемала                                           | 1:28.55,32 | Нік Крісті США                                                          | 1:32.15,28 |
| Стрибки у висоту          | Таєс Вілсон США                                                        | 2,24          | Дональд Томас Багамські Острови                                | 2,21       | Луїс Кастро Пуерто-Рико                                                 | 2,21       |
| Стрибки з жердиною        | чемпіон не визначався                                                  |               |                                                                |            |                                                                         |            |
| Стрибки в довжину         | Нікаолі Вільямс Ямайка                                                 | 8,16          | Вілл Вільямс США                                               | 7,96       | Шон-Ді Томпсон Ямайка                                                   | 7,87       |
| Потрійний стрибок         | Кайван Калмер Багамські Острови                                        | 16,56         | Енді Ечаваррія Саласар Куба                                    | 16,45      | Вілл Клей США                                                           | 16,36      |
| Штовхання ядра            | Джош Авотунде США                                                      | 21,68 CR      | Усьєль Муньйос Мексика                                         | 20,89      | Хуан Карлей Васкес Куба                                                 | 20,68      |
| Метання диска             | Федрік Дакрес Ямайка                                                   | 65,10         | Сем Меттіс США                                                 | 64,06      | Чед Райт Ямайка                                                         | 62,85      |
| Метання молота            | Денієл Гоф США                                                         | 77,08         | Руді Вінклер США                                               | 76,87      | Джером Вега Пуерто-Рико                                                 | 74,95      |
| Метання списа             | Кертіс Томпсон США                                                     | 87,24 CR      | Деш Сермон США                                                 | 77,04      | Елвіс Грем Ямайка                                                       | 76,69      |
| Десятиборство             | Остін Вест США                                                         | 8038 CR       | Кендрік Томпсон Багамські Острови                              | 7515       | Кенні Моксі Багамські Острови                                           | 6412       |

### Жінки
| Дисципліни                | Золото                          | Золото        | Срібло                                  | Срібло     | Бронза                                    | Бронза     |
| ------------------------- | ------------------------------- | ------------- | --------------------------------------- | ---------- | ----------------------------------------- | ---------- |
| 100 метрів                | Джоніель Сміт Ямайка            | 11,05         | Ліраньї Алонсо Домініканська Республіка | 11,10      | Антая Чарлтон Багамські Острови           | 11,12      |
| 200 метрів                | Антонік Строн Багамські Острови | 22,77         | Міріам Санчес Тапія Мексика             | 22,87      | Габріель Метьюз Ямайка                    | 23,02      |
| 400 метрів                | Нікіша Прайс Ямайка             | 49,95 CR      | Вейдлайн Венлог Гаїті                   | 50,23 NR   | Лінна Ірбі-Джексон США                    | 50,47      |
| 800 метрів                | Нія Акінс США                   | 1.59,75       | Шафіка Мелоуні Сент-Вінсент і Гренадини | 1.59,98    | Келлі-Енн Бекфорд Ямайка                  | 2.00,17 PB |
| 1500 метрів               | Емілі Маккей США                | 4.09,48       | Дані Джонс США                          | 4.10,49    | Люсія Стаффорд Канада                     | 4.11,11    |
| 5000 метрів               | Аніслейдіс Очоа Куба            | 15.35,80      | Бейлі Гертенстейн США                   | 15.36,34   | Реган Ї Канада                            | 15.39,56   |
| 10000 метрів              | Тейлор Роу США                  | 32.19,84 CR   | Аніслейдіс Очоа Куба                    | 33.37,20   | Беверлі Рамос Пуерто-Рико                 | 36.08,11   |
| 100 метрів з бар'єрами    | Амой Браун Ямайка               | 12,83         | Татьяна Ахолу Канада                    | 13,01      | Аасія Лоренсін Сент-Люсія                 | 13,04      |
| 400 метрів з бар'єрами    | Тія-Адана Белль Барбадос        | 54,67         | Санік Вокер Ямайка                      | 54,94      | Яра Амадор Альдаба Мексика                | 55,55      |
| 3000 метрів з перешкодами | Кріссі Гіар США                 | 9.35,27       | Гезер Фезерстонхаф Канада               | 9.43,91    | Алондра Негрон Пуерто-Рико                | 10.31,96   |
| 4×100 метрів              | чемпіонки не визначались        |               |                                         |            |                                           |            |
| 4×400 метрів              | чемпіонки не визначались        |               |                                         |            |                                           |            |
| Ходьба 20000 метрів       | Ракель де Орбета Пуерто-Рико    | 1:36.15,88 CR | Мірна Ортіс Гватемала                   | 1:37.52,58 | Кеті Бернетт США                          | 1:45.16,36 |
| Стрибки у висоту          | Вашті Каннінгем США             | 1,91          | Санаа Барнс США                         | 1,91       | Даксі Брізон Бомон Куба                   | 1,91       |
| Стрибки з жердиною        | чемпіонка не визначалась        |               |                                         |            |                                           |            |
| Стрибки в довжину         | Алісса Джонс США                | 6,74          | Алісбет Фелікс Пуерто-Рико              | 6,64       | Тайра Гіттенс-Спотсвіль Тринідад і Тобаго | 6,64       |
| Потрійний стрибок         | Шаніка Рікеттс Ямайка           | 14,23         | Еуфені Андре США                        | 13,26      | Агур Двол США                             | 13,20      |
| Штовхання ядра            | Сара Міттон Канада              | 20,02         | Джессіка Ремсі США                      | 18,27      | Джессіка Вудард США                       | 18,05      |
| Метання диска             | Саманта Голл Ямайка             | 61,19         | Габі Джейкобс США                       | 57,07      | Джулія Танкс Канада                       | 56,78      |
| Метання молота            | Джейні Кассанавойд США          | 74,31         | Найока Клуніс Ямайка                    | 69,30      | Джилліан Вейр Канада                      | 69,08      |
| Метання списа             | Евелін Блісс США                | 58,62         | Медісон Вілтраут США                    | 58,33      | Рема Отабор Багамські Острови             | 53,70      |
| Семиборство               | чемпіонка не визначалась        |               |                                         |            |                                           |            |

### Змішана дисципліна
| Дисципліни   | Золото                                                            | Золото     | Срібло                                                                              | Срібло  | Бронза                                                           | Бронза  |
| ------------ | ----------------------------------------------------------------- | ---------- | ----------------------------------------------------------------------------------- | ------- | ---------------------------------------------------------------- | ------- |
| 4×400 метрів | ЯмайкаБовел Мак-Ферсон Леа Андерсон Зандріан Барнс Стейсі Вільямс | 3.11,10 CR | Багамські ОстровиГрегорі Сеймур Катріна Сеймур-Стемпс Андрю Стайлс Джавонья Велкорт | 3.18,93 | БарбадосДешон Бойс Сакена Массія Рахім Тейт-Бест Тія-Адана Белль | 3.20,80 |

## Медальний залік
| Місце                | Країна                        | Золото | Срібло | Бронза | Загалом |
| -------------------- | ----------------------------- | ------ | ------ | ------ | ------- |
| 1                    | США                           | 16     | 14     | 7      | 37      |
| 2                    | Ямайка                        | 10     | 7      | 8      | 25      |
| 3                    | Канада                        | 5      | 4      | 4      | 13      |
| 4                    | Багамські Острови             | 2      | 3      | 5      | 10      |
| 5                    | Куба                          | 1      | 2      | 2      | 5       |
| 6                    | Гватемала                     | 1      | 2      | 0      | 3       |
| 7                    | Пуерто-Рико                   | 1      | 1      | 7      | 9       |
| 8                    | Сент-Вінсент і Гренадини      | 1      | 1      | 0      | 2       |
| 9                    | Гренада                       | 1      | 0      | 1      | 2       |
| 9                    | Барбадос                      | 1      | 0      | 1      | 2       |
| 11                   | Мексика                       | 0      | 3      | 1      | 4       |
| 12                   | Гаїті                         | 0      | 1      | 0      | 1       |
| 12                   | Домініканська Республіка      | 0      | 1      | 0      | 1       |
| 14                   | Тринідад і Тобаго             | 0      | 0      | 1      | 1       |
| 14                   | Британські Віргінські Острови | 0      | 0      | 1      | 1       |
| 14                   | Сент-Люсія                    | 0      | 0      | 1      | 1       |
| Загалом (16 збірних) | Загалом (16 збірних)          | 39     | 39     | 39     | 117     |